# 使役犬
使役犬（しえきけん、英: working dog）は、使役動物の一種。「働く犬」や「職業犬」と呼ばれることもある。

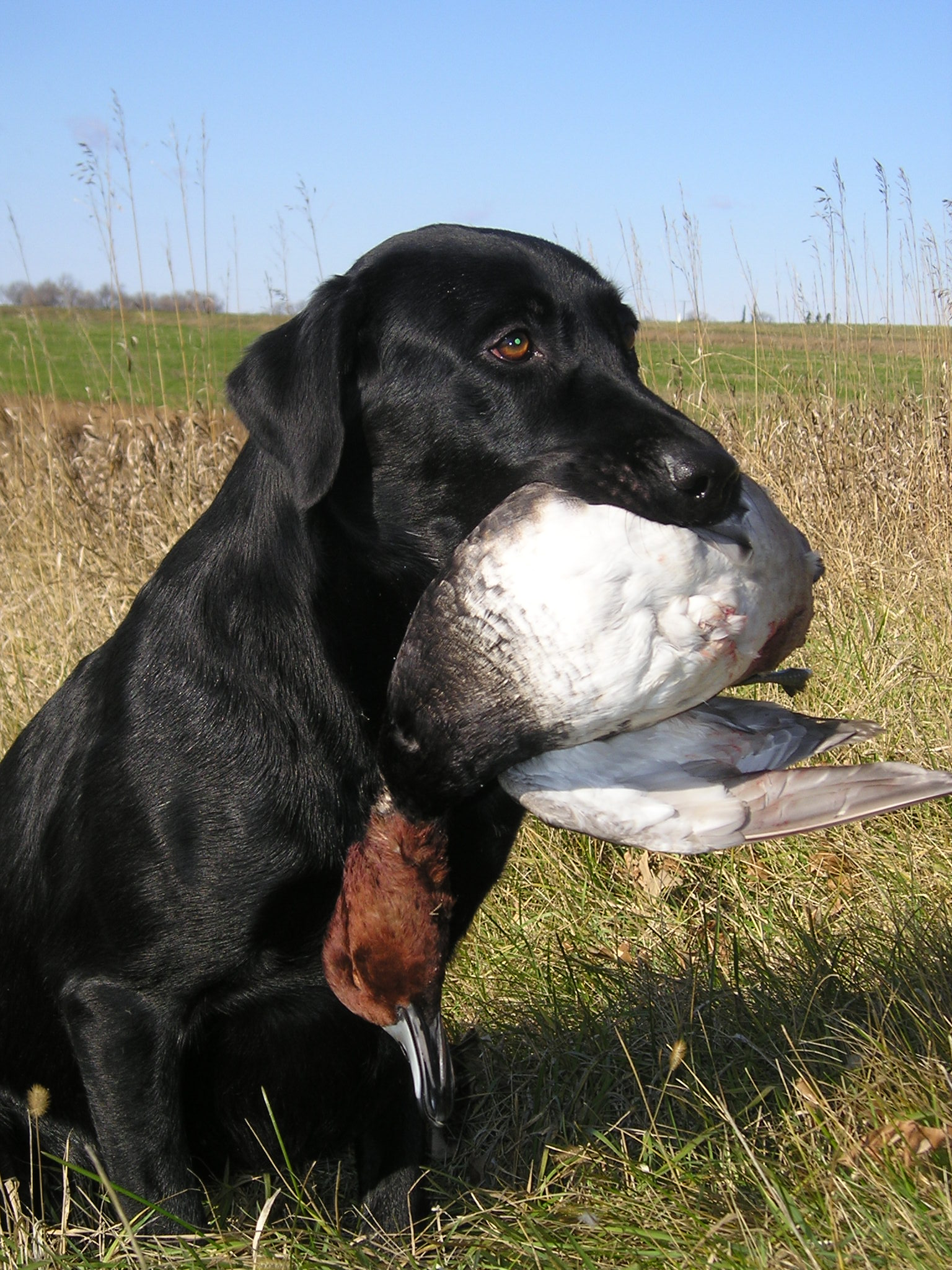
猟犬（
仕留められた獲物をくわえて回収（レトリーブ）して主人に届けたレトリバー）

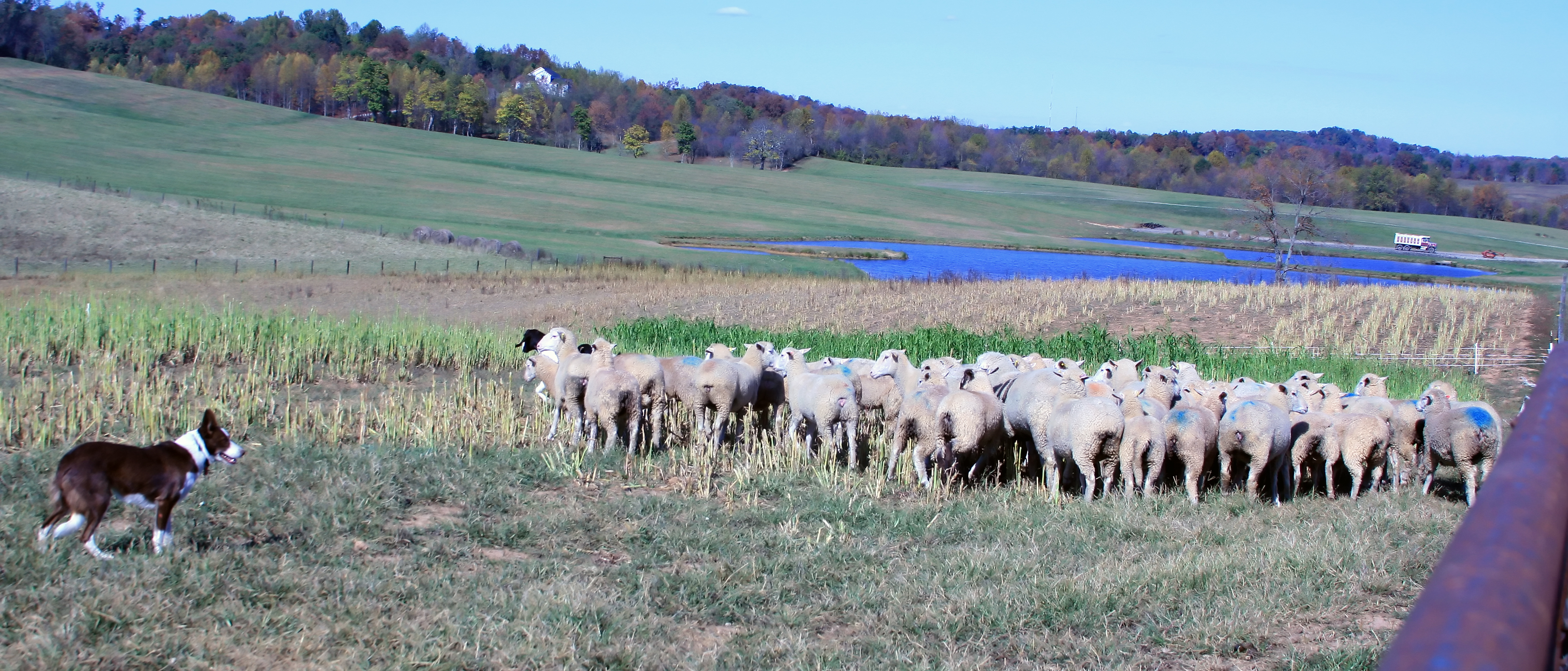
牧羊犬

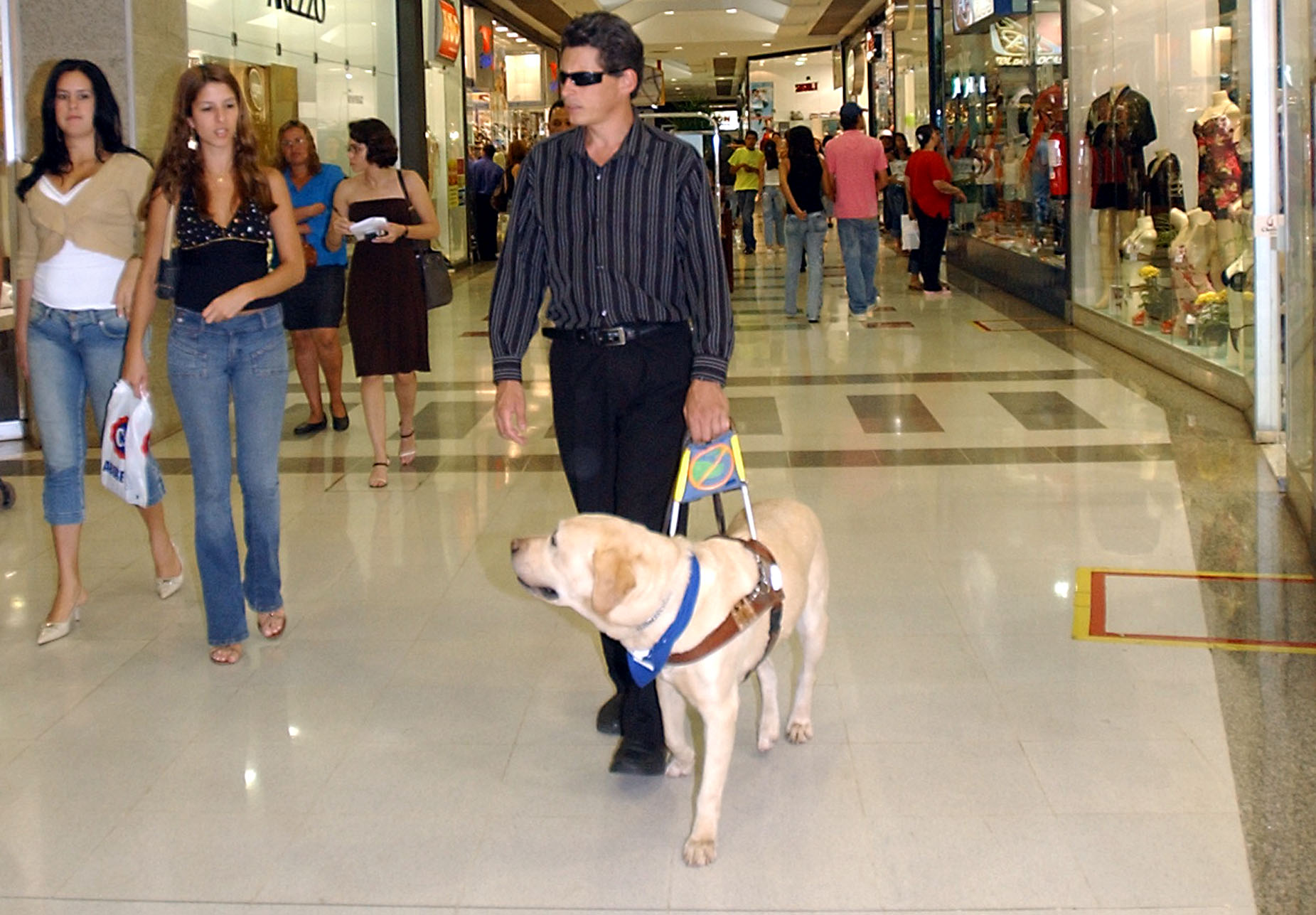
盲導犬

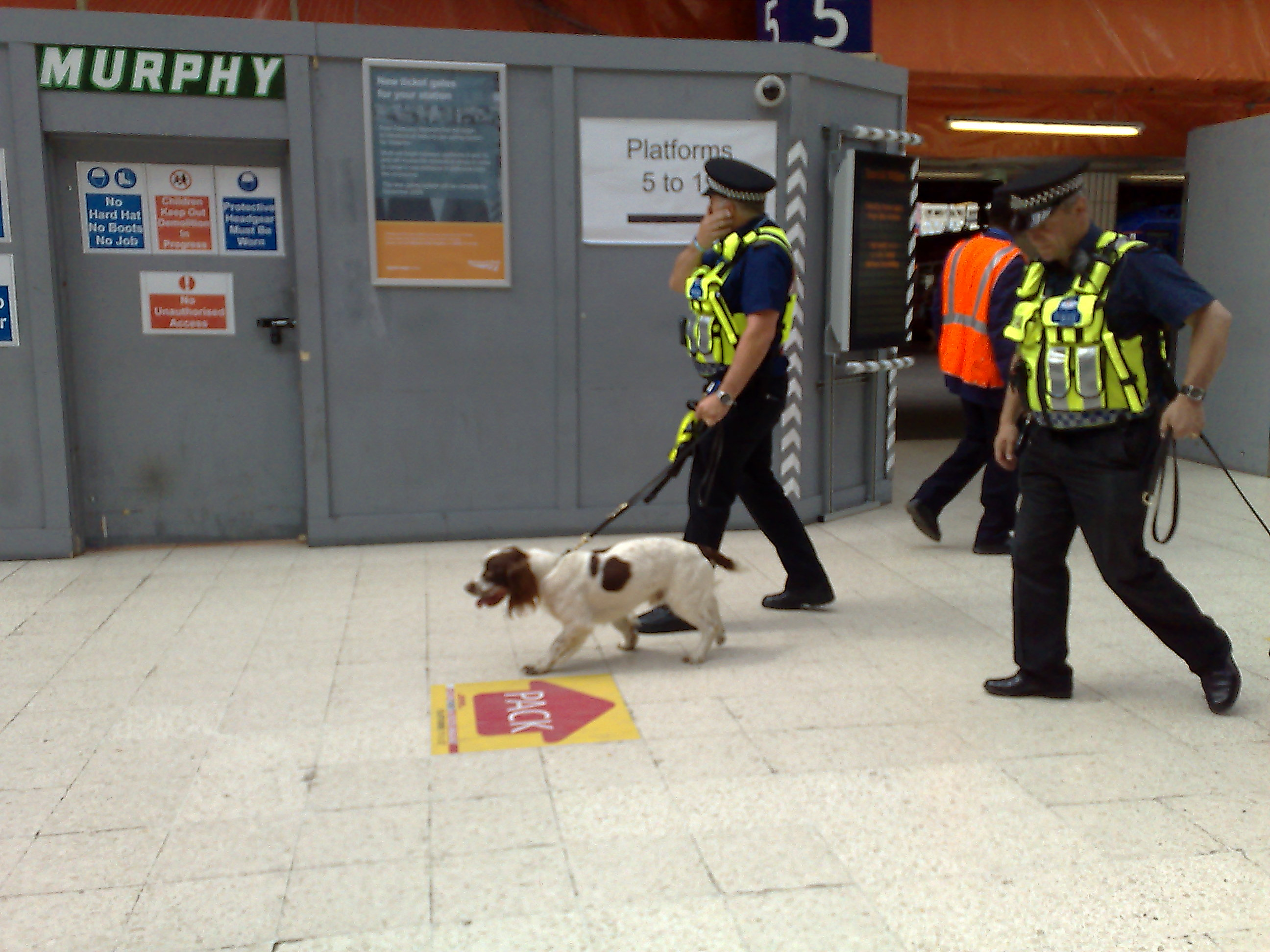
探知犬（ロンドン警察）

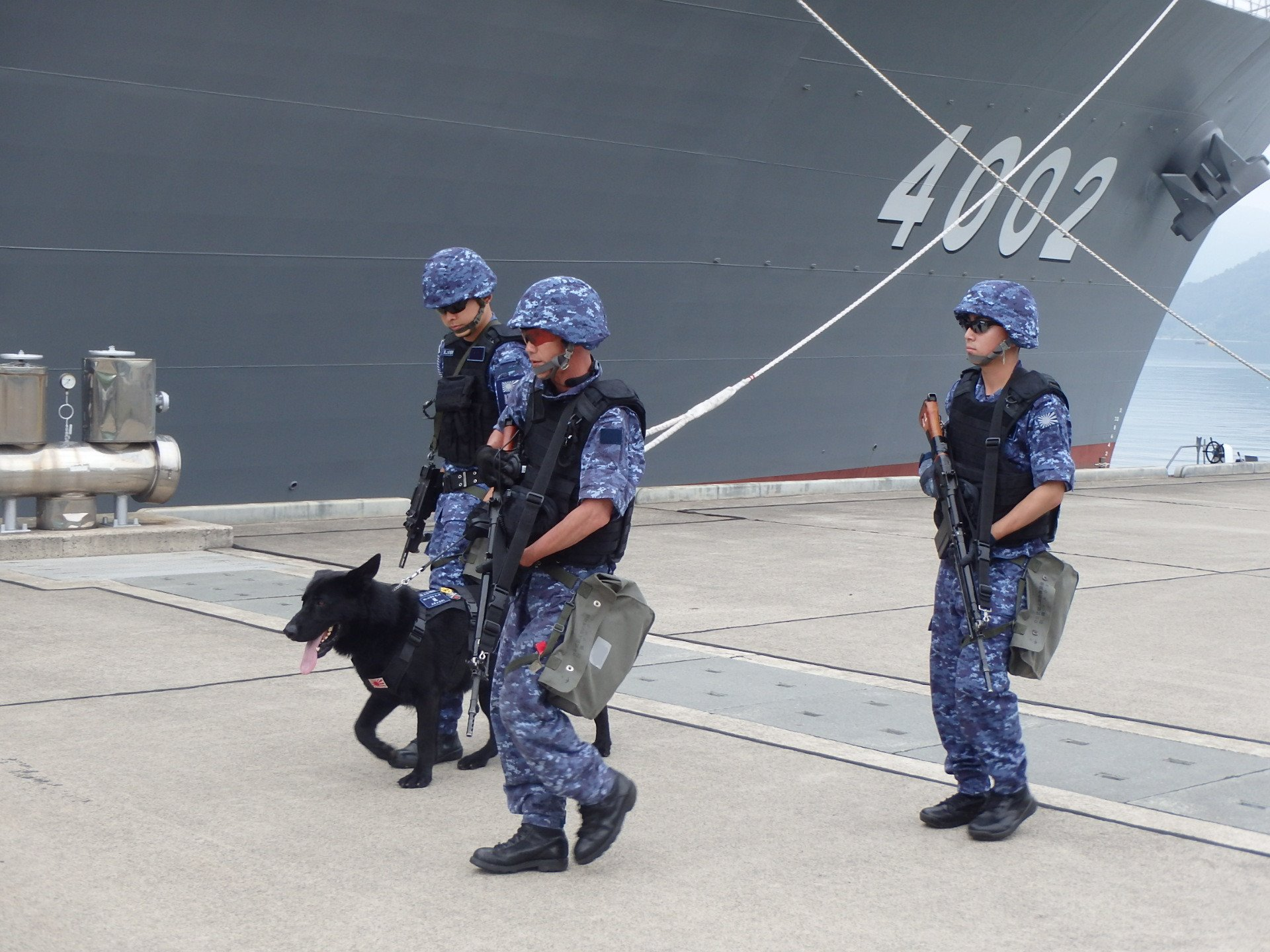
警備犬（海上自衛隊）

基本的には、各用途に適した性質の犬種が選ばれ、各犬の個性（個体差）を見極めて個体を選び、さらに訓練が行われる。

## 使役犬の仕事の種類
| 名称（日本語）                                 | 名称（英語）                    | 用途 |
| ---------------------------------------------- | ------------------------------- | --- |
| 番犬                                           | watch dog                       | 見張り、不審者が建物や飼い主に近づいたら威嚇・撃退する。 |
| 猟犬                                           | hunting dog                     | 狩猟に使われる。 |
| そり犬                                         | Sled dog                        | グループでそりを引く。 |
| 牧羊犬                                         | herding dog                     | 放牧されている家畜の群れの誘導や見張り、オオカミや盗人などから家畜を守る。 |
| 軍用犬                                         | dogs in warfare                 | 軍務のために調練された犬。 （自衛隊では警備犬） |
| 災害救助犬                                     | search and rescue dog           | 捜索救難活動に参加し、被災者の捜索・救助を支援する。大きく分けて地震救助犬、山岳救助犬、水難救助犬の3つに分類される。 |
| 警察犬                                         | police dog                      | |
| 警備犬                                         | guard dog                       | 各国の軍や警察で警備・捜索活動や災害現場で被災者の救助などを行う。 |
| 探知犬：犬の嗅覚を利用し、特定用途に活用する。 |                                 | |
| 地雷探知犬                                     | detection dog                   | |
| 爆発物探知犬                                   | detection dog                   | |
| 麻薬探知犬                                     | detection dog                   | 麻薬を探知する。 |
| 銃器探知犬                                     | detection dog                   | 銃器を探知する。 |
| 検疫探知犬                                     | detection dog                   | 動植物の検疫の検査を必要とする肉製品・果物などを嗅ぎ分けて発見する。 |
| DVD探知犬                                      | detection dog                   | 海賊版ソフトの密輸を防ぐために、 光ディスクの臭いを嗅ぎ分けて発見する。 |
| がん探知犬                                     | detection dog                   | がん患者の早期発見に繋がる可能性があると言われる。実証中。婦人科がんは早期のものでも尿のにおいでほぼ確実に見分けられることがわかった。 |
| シロアリ探知犬                                 | detection dog                   | シロアリを探知する。アメリカでは1970年代に誕生という説がある。 |
| トコジラミ探知犬                               | detection dog                   | トコジラミを探知する。宿泊施設などが対象。 |
| コロナ探知犬                                   | detection dog                   | コロナウイルス陽性者を探知する。 |
| 人間の生活を支援する                           |                                 | |
| 身体障害者補助犬                               | assistance dog                  | 盲導犬、介助犬、聴導犬のこと。 |
| 盲導犬                                         | guide dog または seeing-eye dog | 視覚障害者を補助・誘導する。盲導犬の訓練は世界の30以上の国で行われ、世界で約25,000頭以上の盲導犬が活躍していると推定されている。2006年のデータで、アメリカ8000頭以上、イギリス4650頭あまり、フランス約1500頭、日本957頭（2014年の日本では1,010頭)など。 |
| 聴導犬                                         | hearing dog または signal dog   | 聴覚障害者の生活を補助する。主人に代わり周囲の音を聴き、生活に必要な音が聞こえたら主人にタッチして教え、音源へと導く仕事をする。 |
| 介助犬                                         | service dog                     | |
| セラピードッグ                                 | therapy dog                     | 患者の心身の回復を補助する。人への忠誠心と人への深い愛情を示すことで、傷ついた心の回復を助ける。 |
| タレント犬                                     |                                 | ペットモデル |

## 犬種
国際畜犬連盟 (FCI) では、下記の犬種が使役犬グループに登録されている。
- アーフェンピンシャー
- イタリアン・コルソ・ドッグ
- イングリッシュ・マスティフ
- エストレラ・マウンテン・ドッグ
- グレート・デーン
- グレート・ピレニーズ
- コーカシアン・シェパード・ドッグ
- シャー・ペイ
- ジャーマン・ピンシャー
- ジャイアント・シュナウザー
- スタンダード・シュナウザー
- スパニッシュ・マスティフ
- セント・バーナード
- セントラル・エイジアン・シェパード・ドッグ
- チベタン・マスティフ
- ドーベルマン
- ドゴ・アルヘンティーノ
- ドゴ・カナリオ
- 土佐闘犬
- ナポリタン・マスティフ
- ニューファンドランド
- バーニーズ・マウンテン・ドッグ
- ピレニアン・マスティフ
- ブラジリアン・ガード・ドッグ
- ブルドッグ
- ブルマスティフ
- ボクサー
- ボルドー・マスティフ
- ミニチュア・シュナウザー
- ミニチュア・ピンシャー
- レオンベルガー
- ロットワイラー

FCI10グループでは使役犬に分類されていないものの、FCIの各犬種概要「用途」の中で使役犬としても指定されている犬種
- ジャーマン・シェパード・ドッグ

## 補足説明

### 探知犬
探知犬とは、犬の嗅覚を利用し特定の探知に使役される犬の総称。

#### 麻薬探知犬
麻薬探知犬（まやくたんちけん）とは、犬の優れた嗅覚を利用して麻薬を探知する訓練が行われた犬である。
日本では国内への麻薬持ち込み阻止を目的として税関が用いており、1979年6月にアメリカから2頭導入されたのが始まりである。1981年には国内犬では初の麻薬探知犬としてジャーマンシェパードのシェリー号が認定され、1987年には千葉県成田市に麻薬探知犬訓練センターが開設される。麻薬探知犬にはアグレッシブドッグ（agressive dog）とパッシブドッグ（passive dog）の2種類があり、アグレッシブドッグは貨物などから麻薬のにおいを探し出して引っかいて知らせ、パッシブドッグは旅客や手荷物などから麻薬のにおいがするとその場でお座りをして知らせる。2021年時点で、空港や港などの税関で130頭ほどの麻薬探知犬が活躍している。

#### 紙幣探知犬
麻薬探知犬の中から紙幣の匂いを探知する訓練を受けた犬。日本の税関では、紙幣の不正持出しを抑止するため、2024年から導入された。

#### 銃器探知犬
銃器探知犬（じゅうきたんちけん）とは、嗅覚で銃器の発見する能力を身につけた使役犬である。
日本では、税関が用いている。2009年4月より、銃器の密輸を水際で食い止めるため、オーストラリアで特別に訓練された銃器探知犬が成田空港で利用されるようになった。

#### 爆発物探知犬
爆発物探知犬（ばくはつぶつたんちけん）とは、嗅覚で爆発物を探知する訓練が行われた犬である。爆発物探知のみがその役割であることは少なく、大抵は警察犬や麻薬探知犬を爆発物マーカーを嗅ぎ分けて発見するように訓練した犬である。火薬そのものは法規制が厳しく犬の訓練に使うことが難しいが、爆発物マーカーそのものは第一種指定物質であることを除けば入手や取扱いが比較的容易であるため民間でも訓練を行うことが出来る。民間警備会社での導入配備も期待されており、実際に欧米では民間の爆発物探知犬も数多く活躍している。

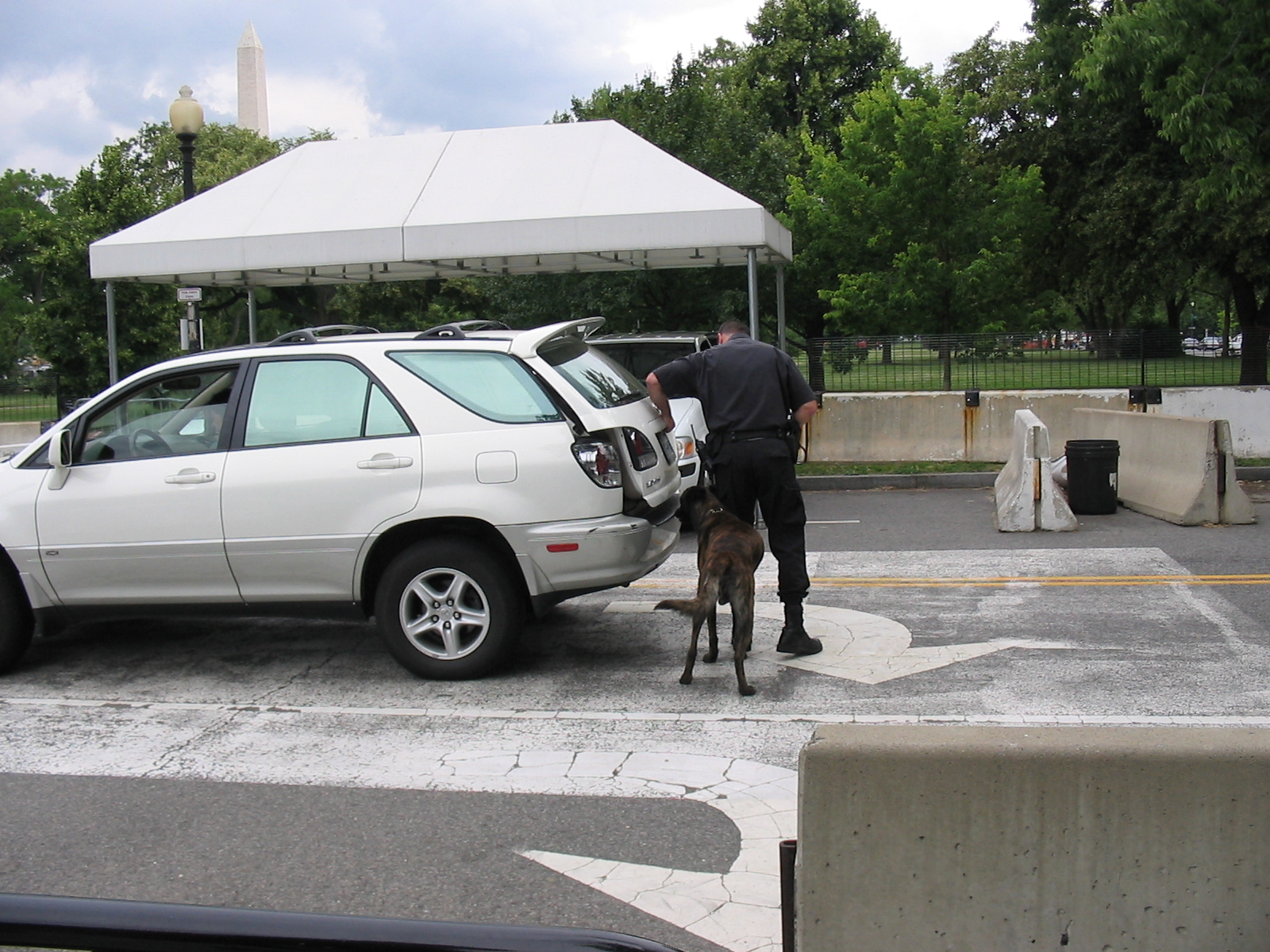
車内捜査に入る爆発物探知犬

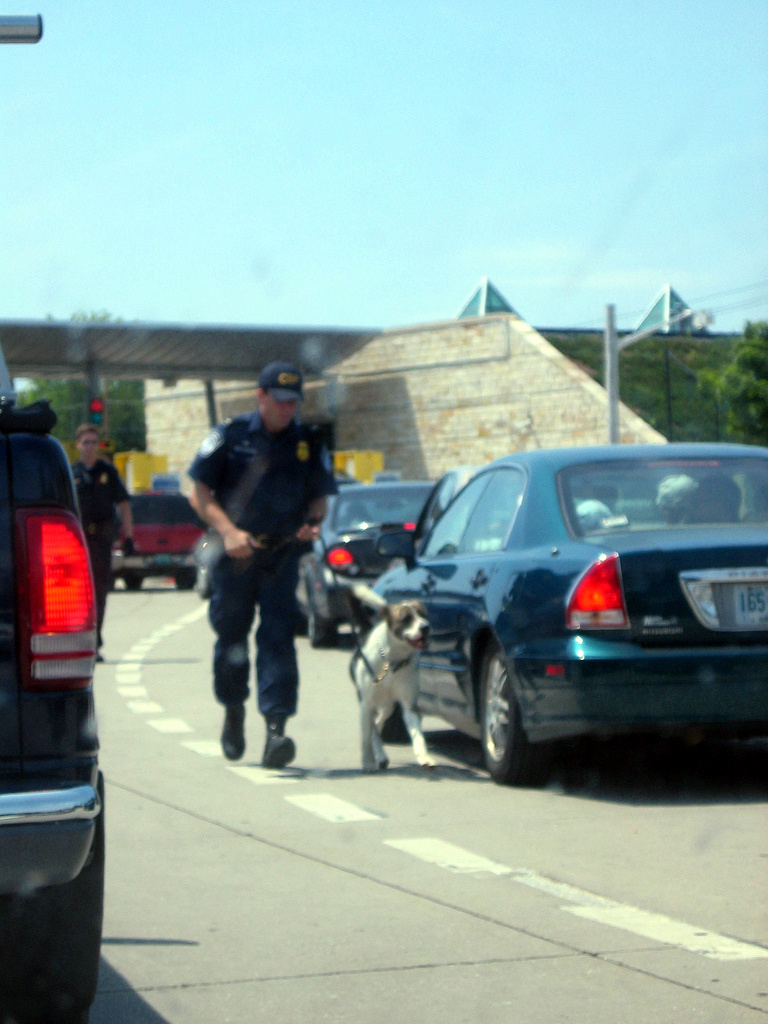
カナダ＝アメリカ合衆国国境での探知犬

爆発物探知機と同様の誤認問題はあるものの、移動の利便性や臭いを追跡して場所を特定する能力に関しては爆発物探知機を上回る利便性がある。
例：ウクライナの爆発物探知犬パトロンは埋設された地雷などを発見している。

#### 検疫探知犬
検疫探知犬（けんえきたんちけん）とは、国外からの伝染病などの侵入を防ぐために、動植物検疫の対象となる食肉製品や果物などのにおいを探知する訓練がされた犬のことで、日本では農林水産省動物検疫所が導入し、2005年12月に成田空港にパッシブドッグのビーグルが2頭配置されたのが最初である。
2006年には検疫探知犬イメージキャラクター「クンくん」が誕生。2020年10月1日現在で、検疫探知犬はビーグル犬とラブラドールレトリバーを合わせて96頭がいる。

## 日本

### 法律
- 身体障害者補助犬法 - 身体障害者補助犬を使う身体障害者が自立と社会参加することが促進されるための法律。
- 動物の愛護及び管理に関する法律 - 動物の虐待などの防止について定めた法律。

### 教育訓練施設
- 介助犬訓練所
- 盲導犬訓練所
- 聴導犬訓練所

- 警察犬訓練所
- 東京税関監視部麻薬探知犬訓練センター - 麻薬探知犬などを訓練する日本唯一の訓練センター

### 健康管理
- 税関では、嗅覚を酷使し激務である探知犬の健康診断を、「心身ともに健康で、探知業務ができるように」毎年春と秋に実施している[19]。

### 引退と余生
実務に耐えられない若しくは定年を迎えた使役犬は、その功に報いて引退生活を歩むことになる。長い時を共にし情を感じる関係者や引退犬飼育ボランティアに引き取られ、ペットとして引き取られた先の家族として生きて行く犬もいる。もしくは訓練所の引退施設で引退生活を送る犬もいる。「盲導犬の里 富士ハーネス」によれば、本施設に引退犬専用棟があるという。

### 慰霊
日本では、厳しい試験・訓練・実務に耐えてくれた使役犬を弔うため、各管理者が慰霊碑を設け、関係者により慰霊祭が行われている。
- 警察犬慰霊碑
  - 警視庁警察犬慰霊碑 - 東京都の動物霊園「東京家畜博愛院」に建立されている。警視庁で活躍した警察犬や警備犬が埋葬されている。春と秋の彼岸に関係者とともに現役の警察犬が参加して慰霊祭が行われている。
  - その他の道府県の直轄警察犬訓練所内にも設置され、その警察ごとに慰霊祭が行われている。
- 犬魂碑 - 東京税関監視部麻薬探知犬訓練センター内に建立されている。毎年11月に慰霊祭が行われている。
- 盲導犬慰霊碑 - 各地の盲導犬訓練施設などに慰霊施設を設けられている。
- 警備犬慰霊碑 - 海上自衛隊の各警備隊に設けられ、警備犬が亡くなった際には追悼式を行う。

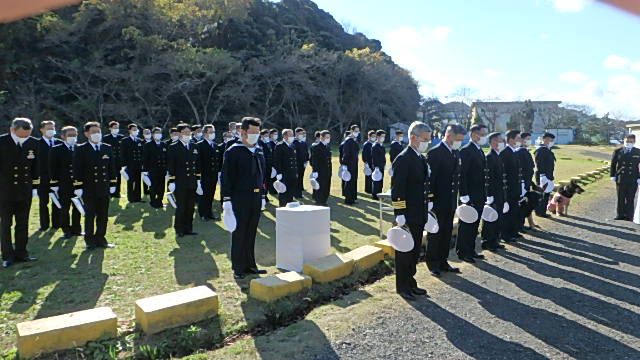
海上自衛隊舞鶴警備隊で行われた、警備犬の追悼式
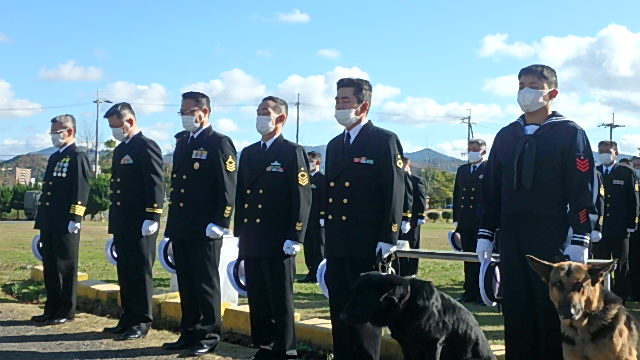
同追悼式。ハンドラーと共に、亡くなった警備犬の「同僚」も参列している。